# Dejan Kern
Dejan Kern, slovenski nogometaš, * 5. februar 1989.
Kern je profesionalni nogometaš, ki igra na položaju branilca. Od leta 2014 je član avstrijskega kluba ATUS Ferlach. Ped tem je igral za slovenske klube Kamnik, Olimpijo, Dekane, Kranj, Koper in Šenčur. Skupno je v prvi slovenski ligi odigral eno tekmo, v drugi slovenski ligi pa je odigral 69 tekem in dosegel štiri gole.